# 阿齊茲區
35°49′00″N 2°27′00″E / 35.8167°N 2.4500°E

阿齊茲區（阿拉伯语：‎），是阿爾及利亞的行政區，位於該國北部，由麥迪亞省負責管轄，首府設於阿齊茲，面積870平方公里，2008年人口21,663人，人口密度每平方公里25人。